# Hishikawa Moronobu
En aquest nom japonès, el cognom és Hishikawa.

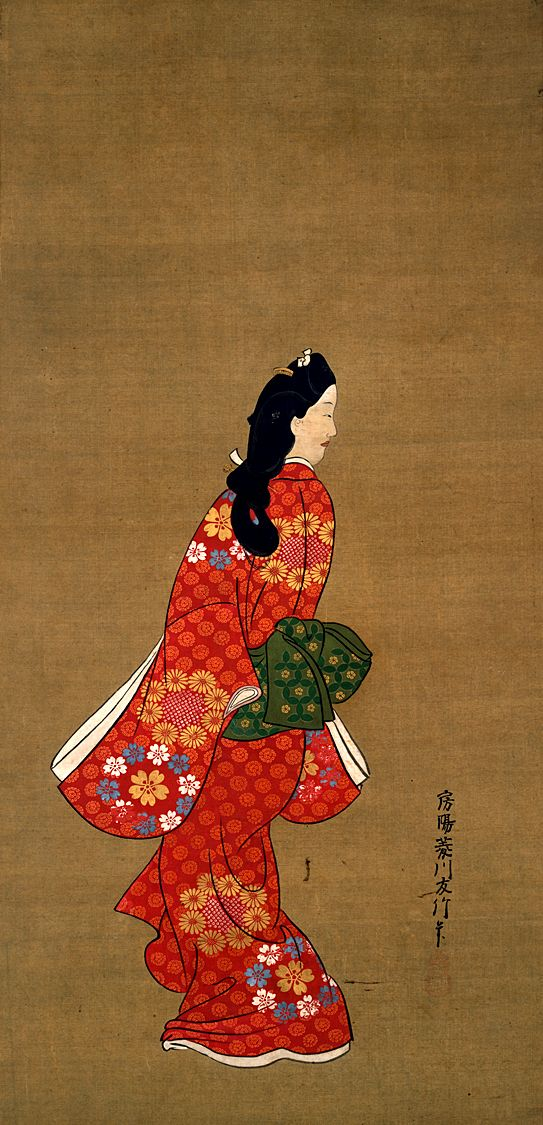
Bellesa mirant enrere, d'Hishikawa Moronobu, Museu Nacional de Tòquio

Hishikawa Moronobu (菱川師宣, Hishikawa Moronobu) (1618 – 25 de juliol del 1694) va ser un pintor i gravador japonès conegut pel seu foment de l'estil de xilografies ukiyo-e a partir de la dècada del 1670.

## Infància i formació
Moronobu era el fill d'un respectat tintorer i cosidor de fils d'or i plata al poble d'Hodamura, província d'Awa, a prop de la badia d'Edo. Després de traslladar-se a Edo, Moronobu, que havia après l'ofici del seu pare, va estudiar pintura en els estils tosa i kano. Tenia, per tant, una sòlida base tant en arts decoratives com en pintura acadèmica, cosa que li va ser de gran servei quan es va passar a l'ukiyo-e, que va estudiar amb el seu mentor, el mestre Kanbun.

## Obra
Els seus primers treballs signats i datats que es coneixen van ser il·lustracions per a llibres del 1672, tot i que encara pot ser que apareguin treballs anteriors. Cap a mitjans dels anys 1670, Moronobu ja era el gravador ukiyo-e més important, situació que va mantenir fins a la seva mort. Va produir més de 100 llibres il·lustrats, potser tants com 150, tot i que hi ha molts exemplars sense signar que és difícil atribuir-li (per exemple, l'especialista Kiyoshi Shibui va establir el 1926 una base per a reconèixer com a obra de Sugumura Jihei alguns dels dissenys que abans s'havien atribuït a Moronobu). Han sobreviscut molt pocs gravats de Moronobu d'un sol full, i la majoria, si no tots, estan sense signar. Entre aquests fulls individuals, hi ha gravats d'àlbums eròtics.
Moronobu no va ser el "fundador" de l'ukiyo-e, com van suposar els primers estudiosos. En canvi, però, amb Moronobu trobem una impressionant assimilació dels incipients dissenys ukiyo-e d'artistes anteriors, una consolidació del gènere i dels primers gravats i pintures ukiyo-e. Va ser Moronobu qui va crear la primera forma realment madura de l'ukiyo-e, en un estil de gran força i presència que marcaria els estàndards per a les generacions d'artistes que vindrien després. El domini de la línia de Moronobu s'ha citat sovint en les avaluacions de la seva obra, així com la seva harmoniosa i interactiva disposició de les figures, que sempre semblen estar al servei d'una funció dramàtica poc comuna en l'obra dels seus predecessors.

## Un dels seus gravats, comentat

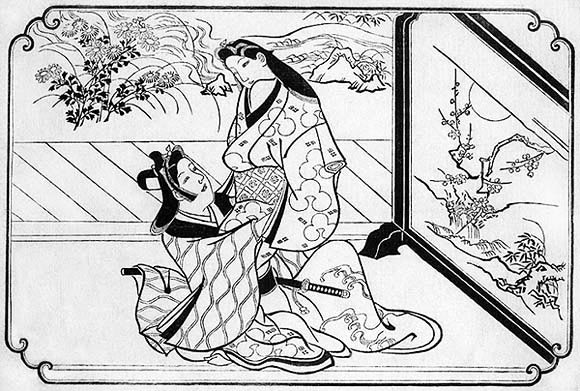
Plafó d'una sèrie de 12, en l'estil abuna-e
Finals dels 1670–principis dels 1680; Hishikawa Moronobu (1618-1694); xilografia, tinta sumi sobre paper; procedència desconeguda

Alguns dels gravats de Moronobu es troben acolorits a mà, però aquest exemplar és un sumi-e (gravat amb pigment negre únicament) en el seu estat original i sense acolorir. Hi ha quelcom gairebé elemental en el treball de línies de Moronobu i en la situació de les figures en blanc i negre, que normalment es reduïa a uns efectes més decoratius quan s'aplicaven els colors a mà. Les línies negres i grises i les zones massisses contrasten molt amb el paper blanc produint una gamma de valors tonals, amb l'èmfasi en la forma i el moviment de les línies i els valors "positius" dels espais en blanc. Com en molts altres dissenys de Moronobu, l'artista va ser enginyós en l'ús de les formes curvilínies juxtaposades a les diagonals rectes.
Les agrupacions de 12 imatges van ser habituals durant segles en les pintures de la cort i de gènere. Entre els exemplars inicials que han sobreviscut més famosos, hi ha els fulls individuals pintats pel mestre Tosa Mitsunobu (1434-1525). Així, l'opció de Moronobu dels agrupaments de 12 era prou convencional, especialment si tenim en compte que aquesta disposició oferia un context en el qual es podien alterar el mobiliari, la roba i els patrons de disseny, de manera que més o menys coincidissin amb els mesos de l'any. Tanmateix, no es pot dir que molts shunga s'adherissin estrictament a progressions estacionals o narracions de 12 escenes.
Aquest gravat de Moronobu és un abuna-e ('gravat pujat de to'), un disseny eròtic no explícit de la mena que s'acostuma a trobar al frontispici dels conjunts shunga o de vegades intercalat entre els fulls explícits. Aquí, el formalisme de Moronobu és evident, amb les línies corbes i rectes equilibrades en proporcions gairebé perfectes. Pel que fa a la parella d'amants, la seducció tot just ha començat amb l'afluixament de l'obi (la faixa de la dona). Hi ha símbols eròtics que realcen l'escena. Per exemple, la jove bellesa puja la màniga dreta cap a la boca en un gest d'emoció continguda. L'aigua representada evoca la sexualitat de la dona, amb símbols eròtics femenins o yin al rierol del jardí del darrere dels amants i a les ones de la toga del jove galant, mentre l'ume florit del paravent fa de metàfora de la sexualitat masculina o yang.